# 中国大陆工资制度

## 现行制度

### 法律规定
2018年12月29日公布并实施的《中华人民共和国劳动法（2018年修正本）》做出下列规定：
第四十四条 
有下列情形之一的，用人单位应当按照下列标准支付高于劳动者正常工作时间工资的工资报酬：
（一）安排劳动者延长工作时间的，支付不低于工资的百分之一百五十的工资报酬；
（二）休息日安排劳动者工作又不能安排补休的，支付不低于工资的百分之二百的工资报酬；
（三）法定休假日安排劳动者工作的，支付不低于工资的百分之三百的工资报酬。
第四十八条 
国家实行最低工资保障制度。最低工资的具体标准由省、自治区、直辖市人民政府规定，报国务院备案。
用人单位支付劳动者的工资不得低于当地最低工资标准。

### 加班工资
在下列法定节假日安排劳动者工作的，用人单位应当支付不低于工资的百分之三百的工资报酬。
- 公历1月1日（元旦放假）；
- 公历对应农历正月初一、初二、初三的日期（春节假期）；
- 公历对应农历清明的日期（清明节假期）；
- 公历5月1日（国际劳动节）；
- 公历对应农历端午的日期（端午节假期）；
- 公历对应农历中秋的日期（中秋节假期）；
- 10月1日、10月2日、10月3日（国庆节假期）。